# Вукодлак (филм из 2010)
Вукодлак (енгл. The Wolfman) је амерички хорор филм из 2010. године, режисера Џоа Џонстона, по сценарију који су написали Ендру Кевин Вокер и Дејвид Селф. Римејк је филма Вукодлак из 1941. године, а главне улоге тумаче Бенисио дел Торо (који је такође продуцент), Ентони Хопкинс, Емили Блант и Хјуго Вивинг. У филму, након што му је брат брутално убијен, амерички глумац Лоренс Талбот (дел Торо) враћа се у домовину својих предака где га уједе вукодлак и проклиње да и сам то постане.
Марк Романек је првобитно унајмљен као режисер, али је напустио филм неколико недеља пре почетка снимања због креативних разлика и буџетских проблема. Џонстон је ангажован четири недеље пре главног снимања, под утиском да може да сними филм за 80 дана како је студио намеравао. Међутим, поновно снимање продужило је продукцију, повећало буџет и неколико пута одложило излазак филма. Филм је прошао кроз бројне алтернативне верзије током постпродукције. Денија Елфмана је накратко заменио Паул Хаслингер као филмски композитор, међутим, студио се вратио на Елфманову претходно завршену партитуру месец дана пре објављивања филма, пошто је Хаслингерову електронску музику сматрао неприкладном.
Филм је биоскопски објављен 12. фебруара 2010. и добио је негативне критике. Такође није остварио успех на биоскопским благајнама, са зарадом од 142,6 милиона долара у односу на продукцијски буџет од 150 милиона долара. Упркос неуспеху филма, Рик Бејкер и супервизор ефеката шминке Дејв Елси освојили су Оскара за најбољу шминку.

## Радња
Године 1891, Бена Талбота у шуми напада хуманоид сличан вуку. Његов брат, позоришни глумац Лоренс Талбот, враћа се кући након што је примио писмо од Бенове веренице Гвен Конлиф у којем га обавештава о Беновом нестанку. Лоренс се среће са својим отуђеним оцем сер Џоном, који га обавештава да је Беново тело већ пронађено унакажено.
У локалном пабу, Лоренс чује како мештани верују да је то учинила дивља животиња. Међутим, многи криве Цигане који су се улогорили ван града. Неки тврде да се слично убиство догодило 25 година раније; сматра се да је починилац био вукодлак. Лоренс има флешбекове док обилази породични дом где је његова мајка Солана наизглед извршила самоубиство када је он био дечак. Лоренс је видео свог оца како стоји изнад њеног леша; био је послат у болницу Ламбет у Лондону на годину дана, пошто је патио од делузија повезаних са тим догађајем.
Лоренс посећује Цигане током пуног месеца. Локални мештани упадају у логор да заплене плешућег медведа за кога верују да је извршио убиства. Вукодлак тада напада логор, убивши неколико Цигана и мештана, након чега угризе Лоренса и бежи. Циганка по имену Малева ушива Лоренсове ране на рамену, али друга Циганка инсистира да сада проклетог Лоренса треба убити пре него што убије друге. Малева одбија, рекавши да је он још увек човек и да га може ослободити само вољена особа.
Након низа грозничавих снова током ноћи, Лоренс се опоравља неприродном брзином и развија повећану виталност и чула. Инспектор Френсис Аберлајн долази да истражи случај, сумњајући да је Лоренс одговоран на основу његове менталне историје. Уплашен да би могао да науди Гвен, Лоренс је шаље у Лондон. Он прати сер Џона до Соланине крипте, где се сер Џон закључава у собу и даје свом сину загонетно упозорење. Лоренс пролази кроз болну трансформацију у вукодлака пре него што побегне у шуму и убије групу локалних ловаца.
Следећег јутра, Аберлајн и полиција хапсе Лоренса. Враћен у Ламбет, Лоренс је подвргнут напредним третманима које надгледа садистички доктор Хонегер. Сер Џон посећује Лоренса; објашњава му да га је пре 25 година, током ловачке експедиције у Индији, угризао дивљи дечак заражен ликантропијом. Сер Џон је био вукодлак који је угризао Лоренса и одговоран је за недавна убиства, укључујући Солану и Бена. Натерао је свог слугу Синга да га закључава сваке ноћи пуног месеца и годинама размишљао о самоубиству. Излуђен својим стањем, сер Џон је пригрлио своје проклетство и одлучио је да се ослободи током својих трансформација. Обавештава Лоренса да ће месец бити пун и оставља му жилет у случају да Лоренс одлучи о самоубиству.
Пред ноћ, др Хонегер држи предавање са Лоренсом као студију случаја. Лоренс покушава да упозори присутне на претећу опасност, али они се смеју и настављају са студијом. Трансформишући се још једном, Лоренс убија доктора Хонегера и неколико болничара пре него што побегне и почиње да дивља. Следећег дана, Лоренс посећује Гвен и тражи помоћ. Признају љубав једно другом и деле страствени пољубац. Аберлајн чека испред Талбот Хола, наоружавајући себе и пратеће полицајце сребрним мецима. Гвен тражи Малеву у нади да ће излечити Лоренса, али јој Малева каже да нема лека и да Лоренс мора да умре.
Лоренс стиже у Талбот Хол, где је сер Џон убио Синга и једног од Аберлајнових људи. Он пуни пиштољ Синговим сребрним мецима и покушава да пуца у сер Џона. Нажалост, он прекасно схвата да је сер Џон уклонио барут из патрона пре много година. Док се њих двојица боре, излази пун месец и они се претварају у вукодлаке. Током борбе запале Талбот Хол, а сер Џон у почетку добија предност, ранивши Лоренса. Међутим, он успева да одбаци свог поремећеног оца до камина и на крају га обезглављује, освећујући смрт мајке и брата.
Још увек у свом облику вукодлака, Лоренс јури Гвен и сатера је у ћошак изнад клисуре. Она моли Лоренса да се обузда, а његова свест је препознаје. Полиција и ловци прилазе, ометајући Лоренса довољно дуго да га Гвен упуца из Аберлајновог пиштоља. Лоренс се враћа у људски облик; захваље Гвен што га је ослободила и умире на њеним рукама. Док Талбот Хол гори, Аберлајн је ужаснут сазнањем да га је угризао Лоренс док гледа како се пун месец појављује, наговештавајући његову непосредну судбину да постане следећи вукодлак.

## Улоге
| Глумац           | Улога                      |
| ---------------- | -------------------------- |
| Бенисио дел Торо | Лоренс Талбот              |
| Ентони Хопкинс   | сер Џон Талбот             |
| Емили Блант      | Гвен Конлиф                |
| Хјуго Вивинг     | инспектор Френсис Аберлајн |
| Џералдин Чаплин  | Малева                     |
| Арт Малик        | Синг                       |
| Ентони Шер       | др Хонегер                 |
| Дејвид Скофилд   | полицајац Нај              |
| Дејвид Стерн     | Кирк                       |
| Сајмон Мерелс    | Бен Талбот                 |
| Кристина Контес  | Солана Талбот              |
| Мајкл Кронин     | др Лојд                    |
| Николас Деј      | пуковник Монтфорд          |
| Клајв Расел      | Маквин                     |
| Макс фон Сидоу   | старац у возу              |